# Ralph Pöhland
Ralph Pöhland (* 8. Juni 1946 in Klingenthal/Sa.; † 7. Februar 2011 in Plauen) war ein Nordischer Kombinierer aus der DDR, der durch seine 1968 erfolgte Flucht in den Westen Aufmerksamkeit erregte. Anschließend konnte er sportliche Erfolge auch in der Bundesrepublik Deutschland verzeichnen.

## Karriere
Ralph Pöhland vom SC Dynamo Klingenthal im Erzgebirge war mehrmaliger Jugend- und Juniorenmeister der DDR in der Nordischen Kombination. Bei den DDR-Meisterschaften in dieser Disziplin erreichte er 1965 bei den Erwachsenen Rang 5. Bei den Nordischen Skiweltmeisterschaften 1966 am Holmenkollen in Norwegen errang Pöhland Platz 4. Bereits dort hatte er sich mit Fluchtabsichten in den Westen getragen und dies an den bundesdeutschen Olympiasieger Georg Thoma herangetragen: „Wegen der Liebe, dem Abenteuer und weil ich mich im Osten enorm erdrückt und gegängelt fühlte“. Im Folgejahr 1967 gewann er den Titel bei den DDR-Meisterschaften und siegte bei den Oberhofer Skispielen sowie bei den vorolympischen Wettkämpfen in Autrans. Bei den im selben Jahr stattfindenden Salpausselkä-Spielen (Lahti-Skigames) in Finnland sowie bei den Holmenkollen-Skispielen wurde er Zweiter. Er wurde zudem 1967 in den Zentralrat der FDJ gewählt, nachdem er „noch kurz vorher mit vollmundigen DDR-Bekenntnissen aufgefallen war“.
Pöhland galt als eine wesentliche Medaillenhoffnung der DDR für die Olympischen Winterspiele 1968 in Grenoble, doch hatte er nach wie vor seine Flucht im Sinn. Diese erfolgte am 20. Januar 1968 vom Schweizer Wintersportort Le Brassus aus mit tatkräftiger Unterstützung durch Thoma.  Den Fluchtplan besprachen beide auf dem Anlaufturm der Sprungschanze, da man davon ausging, dass sich dort keine DDR-Betreuer aufhalten würden. Alles verlief reibungslos. Nach dem Abendessen warf Pöhland seine Koffer aus dem Hotelfenster und vergrub sie gut 100 Meter entfernt im Schnee. Anschließend ging er wieder auf sein Zimmer, das er gegen Mitternacht unbemerkt verlassen konnte. Thoma wartete vor dem Haus im Auto auf ihn. Aber nicht nur er. Auch Bruno Moravetz war mit einem Team vor Ort; Thoma hatte den ZDF-Reporter in sein Vorhaben eingeweiht. Das dabei entstandene Video von Pöhlands Flucht wurde jedoch nie ausgestrahlt. Thoma, der später Trauzeuge Pöhlands bei dessen Hochzeit mit der Norwegerin Marit Myhre wurde, hat seine Fluchthilfe im Nachhinein bereut, da es Pöhland in den Jahren nach seiner Flucht mental nicht gut ging und er Schwierigkeiten hatte, im Westen beruflich Fuß zu fassen.
In der Folge wurde Pöhland wurde durch die Propaganda der DDR zum „Verräter“ stilisiert. Seine Eltern verloren ihre Arbeit, sein Vater wurde zwischenzeitlich inhaftiert; sein Trainer Gerhard Glaß dispensiert. Sein gesamtes in der DDR verbliebenes familiäres Umfeld wurde mit der Staatssicherheit durchsetzt und Pöhland selbst sogar im Westen unter Beobachtung gehalten. Der letzte Eintrag in seiner Stasiakte stammt aus den 80er-Jahren, wo er unter dem operativen Vorgang „Sportverräter“ abgelegt war. Sein Freund Andreas Kunz eroberte bei Olympia 1968 die Bronzemedaille und wurde anstelle von Pöhland als Held gefeiert. Da er jedoch die persönliche Freundschaft der beiden aufrechterhielt, wurde Kunz 1970 in der DDR kaltgestellt und mit Berufsverbot belegt.
Wenige Tage nach den Winterspielen gewann Pöhland am 23. Februar 1968 bei den bundesdeutschen Skimeisterschaften den Titel in der Nordischen Kombination vor Olympiasieger Franz Keller. Diesen Erfolg vermochte er 1969 zu verteidigen. Das Wagnis jedoch, bei der 1970 in Strbske Pleso (damals CSSR) stattfindenden Nordischen Skiweltmeisterschaften teilzunehmen, wollte er nicht eingehen, weil er den langen Arm der DDR vor Augen hatte und eine mögliche Inhaftierung wegen sogenannter Republikflucht zu befürchten war. In Sapporo bei den Olympischen Spielen 1972 startete er für die Bundesrepublik und wurde Zehnter beim Olympiasieg von Ulrich Wehling.
Nach der Flucht lebte Pöhland zunächst bei Georg Thoma in Hinterzarten, der ihm bei der Arbeitsplatzsuche half. Zeitweise arbeitete er als Postzusteller in Freiburg im Breisgau und bei der Gemeinde Hinterzarten verantwortete er die Betreuung der Tennisplätze. Nach Ende seiner aktiven Sportlaufbahn war Pöhland 1974/75 kurzzeitig Bundestrainer der Nordisch-Kombinierten. Nachdem er schon in der DDR als Sportsoldat in der Nationalen Volksarmee gedient hatte, wurde er in der Folge in die Bundeswehr übernommen. Dort wurde er Feldwebel im Skizug der Ausbildungskompanie 7/10 der 10. Panzerdivision in Todtnau-Fahl und wirkte als Trainer für Spitzensportler, unter anderen von Urban Hettich und Georg Zipfel. Im Ruhestand kehrte er ins Vogtland zurück und lebte zeitweise in Schneeberg. Er starb an Krebs.

## Belege
1. ↑  Gunnar Meinhardt: Georg Thoma Der Olympiasieger, der seinem DDR-Konkurrenten zur Flucht verhalf. In: Die WELT (Geschichte). 24. März 2020, abgerufen am 9. Februar 2023.
2. ↑  Volker Kluge: Das große Lexikon der DDR-Sportler. 2. aktualisierte Auflage. Schwarzkopf & Schwarzkopf, Berlin 2004, ISBN 3-89602-538-4, S. 434.
3. ↑  Karin König: Warum die Stasi vor drei Jahrzehnten in Hinterzarten schnüffelte. Die Akte liest sich wie ein Krimi: Weltmeister und Olympiasieger Georg Thoma half dem DDR-Wintersportler Ralph Pöhland bei der Flucht in den Westen. In: Badische Zeitung. 6. März 1998.
4. ↑  Gunnar Meinhardt: Der Olympiasieger, der seinem Konkurrenten zur Flucht verhalf. In: Die Welt. 23. März 2020 (welt.de).
5. ↑  Gunnar Meinhardt: Georg Thoma Der Olympiasieger, der seinem DDR-Konkurrenten zur Flucht verhalf. In: Die WELT (Geschichte). 24. April 2020, abgerufen am 9. Februar 2023.
6. ↑  Sport 1 Redaktion: Spektakuläre DDR-Flucht ohne Happy End. In: Sport 1. 20. August 2022, abgerufen am 9. Februar 2023.
7. ↑  Wolf-Sören Treusch: Allemagne gegen Ostdeutschland. Olympische Winterspiele 1968. In: Aus der Sendung "Nachspiel". DLF-Kultur, 11. Februar 2018, abgerufen am 9. Februar 2023.
8. ↑  Datum: 23.02.1968 . Geschichtsarchiv der Universität Magdeburg, 18. April 2005, abgerufen am 12. Februar 2018.
9. ↑  Karlheinz Heckert: Historie: Skispringen und Nordische Kombination – Deutsche Meisterschaften. Sport-Komplett, 24. Oktober 2008, abgerufen am 12. Februar 2018.
10. ↑  Dieter Maurer: Fluchtpunkt Schwarzwald: Kombinierer Ralph Pöhland, dem Georg Thoma einst im Porsche zur Flucht verhalf, ist tot. Badische Zeitung, 9. Februar 2011, abgerufen am 10. Mai 2015.

| Personendaten    | Personendaten                    |
| ---------------- | -------------------------------- |
| NAME             | Pöhland, Ralph                   |
| KURZBESCHREIBUNG | deutscher Nordischer Kombinierer |
| GEBURTSDATUM     | 8. Juni 1946                     |
| GEBURTSORT       | Klingenthal                      |
| STERBEDATUM      | 7. Februar 2011                  |
| STERBEORT        | Plauen                           |